# 大井站 (京畿道)
大井站（：／ Daejeong yeok */?）是位于韩国京畿道高阳市德阳区大井洞的一个铁路车站，属于首尔郊外线。

## 历史
- 1967年1月9日 - 落成使用[1]。

## 相鄰車站
韓國鐵道公社
首爾郊外線
大谷－大井－元陵